# KFUM-kören i Stockholm
KFUM-kören i Stockholm är en manskör grundad 1925.
Bland körens tidigare dirigenter märks Martin Lidstam, Dan-Olof Stenlund, Göte Widlund, Erik Westberg, Björn Borseman och David Lundblad. Sedan 2006 är Mathias Kjellgren, organist i Maria Magdalena kyrka i Stockholm, körens dirigent.
KFUM-kören har framträtt med solister som Einar Ekberg, Nicolai Gedda, Göran Stenlund, Elisabeth Söderström, Sven Björk, Bengt Rundgren, Edith Thallaug, Loa Falkman, Karl-Magnus Fredriksson, Hillevi Martinpelto och Ingrid Tobiasson.

## Diskografi
- Julens traditionella sånger, 2006